# 麻生まり
麻生 まり（あそう まり、1963年9月30日 - ）は、日本のAV女優。LINX所属。

## 略歴・人物
神奈川県出身。趣味・特技はドライブ、食べ歩き
2017年11月、SODクリエイトの「本物人妻」レーベルの専属女優としてAVデビュー。
2018年2月、LINX所属となったことを報告
同年3月から5月までマドンナの専属女優。

## 出演作品

### アダルトDVD
2017年
- 50代でもまだまだ女として青春したいの。 麻生まり 54歳 AV DEBUT（11月2日、SODクリエイト）
- 50代でもまだまだ女として青春したいの。 麻生まり 54歳 第2章 夢にまで見ていた非日常的なSEXで9本のち○ぽにイカされ続ける（12月7日、SODクリエイト）

2018年
- 50代でもまだまだ女として青春したいの。 麻生まり 54歳 最終章 夢中で溺れた中出しSEXで20年ぶりに心が満たされるのを感じた日（1月11日、SODクリエイト）
- 移籍専属!! 王道の美熟女第一弾作品!! 嫁の母（3月25日、マドンナ）
- 専属第2弾!! キスだけで濡れる友人の母（4月25日、マドンナ）
- 母の友人（5月25日、マドンナ）
- WifeLife vol.045 昭和38年生まれの麻生まりさんが乱れます 撮影時の年齢は54歳 スリーサイズはうえから順に75/55/80（7月20日、SEX Agent）
- 五十路艶熟レズ美アン 出奔妻の甘い誘惑（8月13日、U&K）
- 息子を誘惑する五十路母（9月1日、プラネットプラス）
- THE BBA DYNAMITE ORGASM 熟辱 Episode-2:恥辱処刑!! 捜査局幹部マリコの完熟女体超昇天（9月13日、Baby Entertainment）
- 未亡人の義母と戯れて…（10月12日、なでしこ）
- 夜這いど熟女レズビアン（10月13日、U&K）
- 発射無制限! 抜かずの連続中出しソープ 絶対に生で連射させてくれる熟女妻4名（11月23日、クリスタル映像）
- 「こんなおばさんを痴漢してどうする気?」 2 女を忘れかけてた美熟女が見知らぬ男に胸や尻を触られ抵抗するものの久しぶりの快感に負けてなすがままに…（11月27日、グラフィティジャパン）